# ADABAS
ADABAS（アダバス）は、ドイツのソフトウェアAGが開発した関係型データベース管理システム。「関係『型』」となっているのは、エドガー・F・コッドによって関係データベースの理論が提唱される以前に開発され、純粋な関係データベース管理システム （RDBMS） とは大きく異なることによる。ADABASとは Adaptable DAtaBAse System の頭文字から名付けられたものである。
長所としては、ネストを許すので少ないディスク容量（記憶空間）で済むことなどが挙げられる（開発当時ADABASが稼動したメインフレームはメモリ・ディスクが高価だった）。一方、短所としてはSQLが実装されていないことが挙げられる。
ADABASの開発をする場合、Naturalという専用の4GL（第四世代言語）を使うか、高級言語から専用のAPIを使用する必要がある。
日本では、ビーコンインフォメーションテクノロジー（ビーコンIT、当時の社名はソフトウェアエージ・オブ・ファー・イースト）が販売していた。現在は開発元ソフトウェアAGの日本法人とビジネスパートナーである㈱エステイエスが販売、サポート、サービスをしている。

## ADABASの種類
ADABAS C
当初メインフレームで開発され、オープン環境にも移植された。
ADABAS D
純粋なRDBMS。ADABAS Cと互換性がない代わりに、標準的なSQLが利用可能である。RDBMSであるSUPLAからブランチした。SUPLAは現在でも販売されている。SAPに売却され、R/3用に改修を受けて、SAPDBとしてオープンソース公開されている。MySQL社がMaxDBとして販売していたが、2007年11月3日、ビジネスをSAPに戻すことを発表している。ADABAS Dそのものは現在でもソフトウェアAGが販売している。機能限定のパーソナル版をサイトからダウンロード可能である。